# Abarognozie
Abarognozie sau baragnozie este o afecțiune neurologică rară, caracterizată prin pierderea capacității de a aprecia greutatea obiectelor ținute în mână, sau de a diferenția obiectele de diferite greutăți. Când simțurile primare sunt intacte, este cauzată de o leziune a lobului parietal contralateral. Abarognozie poate afecta una sau ambele mâini. 
Din greaca a = absență, baros = greutate, gnōsis = cunoaștere